# Enar Jääger
Enar Jääger (Kohila, 18 november 1984) is een Estisch voetballer. Hij is een veelzijdige verdediger, te beginnen bij Vålerenga IF als centrale verdediger, op huurbasis van FC Flora Tallinn. Hij is ook lid van de Estische nationale ploeg.

## Clubcarrière

### In het begin
Enar Jääger werd geboren in Estland in de plaats Kohila. Hij begon zijn voetbalcarrière bij de lokale club FC Flora Kehtna. In het seizoen 2000 speelde hij enige tijd bij JK Tervis Pärnu. Op zestienjarige leeftijd begon Enar zijn professionele carrière in 2001 bij FC Flora Tallinn, grootste club van Estland. Hij speelde er slechts één competitiewedstrijd. Een jaar later speelde hij bij FC Valga, maar na twee seizoenen verhuisde hij terug naar FC Flora Tallinn.

### FC Torpedo Moskou
Op 3 februari 2005 tekende Jääger een 3-jarig contract met de Russische Premier League club FC Torpedo Moskou. Twaalf dagen later speelde hij zijn eerste wedstrijd voor FC Torpedo Moskou tegen FC Metallurg Donetsk  In Rusland speelde hij als rechtsback, maar ook zelfs in de voorkant van de verdediging als een verdedigende middenvelder. FC Torpedo Moskou werd echter verbannen uit de Russische Premier League aan het einde van het seizoen 2006. Jääger verhuisde vervolgens naar Noorwegen.

### Aalesunds FK
Op 7 maart 2007 tekende hij een 2,5-jarig contract met de Noorse Premier League club Aalesunds FK. Hij speelde zijn eerste Noorse Tippeligaen wedstrijd op 16 mei 2007, de club behaalde een 4-0 overwinning tegen Strømsgodset IF. Jääger scoorde zijn eerste Premier League doelpunt op 20 april 2008, in een 5-0 overwinning tegen Hamarkameratene. Hij verliet de club eind juni 2009.

### Ascoli
Op 19 juli 2009, Jääger tekende een 3-jarig contract met de Italiaanse Serie B club Ascoli Calcio 1898.Omdat hij niet voldeed en het team niet bij bracht, werd zijn contract wederzijds beëindigd op 30 januari 2010, na slechts 5 competitie optredens.

### Aalesunds
Na het weigeren van een aanbod in de Major League Soccer club New York Red Bulls ging Jääger terug aan de slag in bij de Tippeligaen club Aalesund op 5 maart 2010. Hij was eerste keus rechtsback en speelde het gehele seizoen, het team won hun tweede Noorse Cup in drie jaar. Nadat zijn contract niet werd verlengd verliet hij de club na het seizoen 2011.
Op 13 maart 2012 keerde Jääger voor de tweede keer terug naar Aalesunds nadat hem een contract voor een jaar extra werd aangeboden met verbeterde voorwaarden.

## Interlandcarrière
Jääger speelde 100 interlands voor de Estse nationale ploeg. Hij maakte zijn nationale debuut in een vriendschappelijke wedstrijd tegen Nieuw-Zeeland op 12 oktober 2002. Jääger speelde zijn 100ste wedstrijd voor Estland op 19 november 2013 tegen Liechtenstein, een dag na zijn 29ste verjaardag.

## Erelijst
Aalesunds
- Noorse beker

2011

## Statistieken
| Seizoen | Club               | Land      | Divisie     | Wedstrijden | Doelpunten |
| ------- | ------------------ | --------- | ----------- | ----------- | ---------- |
| 2015    | Valerenga Oslo     | Noorwegen | Tippeligaen | 8           | 2          |
| 2015    | FC Flora Tallinn   | Estland   | I           | 21          | 0          |
| 2013–14 | K. Lierse SK       | België    | I           | 22          | 0          |
| 2012    | Aalesunds FK       | Noorwegen | I           | 25          | 0          |
| 2011    | Aalesunds FK       | Noorwegen | I           | 27          | 2          |
| 2010    | Aalesunds FK       | Noorwegen | I           | 26          | 0          |
| 2009–10 | Ascoli Calcio 1898 | Italië    | II          | 5           | 0          |
| 2009    | Aalesunds FK       | Noorwegen | I           | 16          | 0          |
| 2008    | Aalesunds FK       | Noorwegen | I           | 23          | 1          |
| 2007    | Aalesunds FK       | Noorwegen | I           | 19          | 0          |
| 2006    | FC Torpedo Moskou  | Rusland   | I           | 22          | 0          |
| 2005    | FC Torpedo Moskou  | Rusland   | I           | 13          | 0          |
| 2004    | FC Flora Tallinn   | Estland   | I           | 25          | 1          |
| 2003    | FC Flora Tallinn   | Estland   | I           | 22          | 1          |
| 2002    | FC Valga Warrior   | Estland   | II          | 13          | 0          |
| 2001    | FC Valga Warrior   | Estland   | II          | 21          | 1          |
| 2001    | FC Flora Tallinn   | Estland   | I           | 1           | 0          |
| 2000    | JK Tervis Pärnu    | Estland   | II          | 25          | 0          |

1 Aksalu ·
2 Lindpere ·
3 Pikk ·
4 Bärengrub ·
5 Jürgenson ·
6 Dmitrijev ·
7 Puri ·
8 Gussev ·
9 Purje ·
10 Zenjov ·
11 Teever ·
12 Meerits ·
13 Luts ·
14 Vassiljev ·
15 Klavan  ·
16 Antonov ·
17 Jääger ·
18 Mets ·
19 Kallaste ·
20 Kams ·
21 Baranov ·
22 Londak ·
23 Teniste · 
Coach: Pehrsson